# Jakuba János
Jakuba János (Békéscsaba, 1909. március 28. – Budapest, 1974. március 14.) Munkácsy-díjas magyar festő, főiskolai tanár,  az Iparművészeti Főiskola főigazgató-helyettese.

## Életpályája
Középiskoláit 1919-től 1927-ig Békéscsabán a Rudolf Főgimnáziumban végezte, ahol Zvarinyi Lajos, majd Mazán László tanította rajzolásra. Az érettségi után 1927 és 1931 között a Képzőművészeti Főiskolán Réti István és Rudnay Gyula voltak a tanárai. Stílusa posztimpresszionista vonásokat mutat.
1967-ben a Csók Galériában volt kiállítása

## Művei közgyűjteményekben
- Ferenczy Múzeum, Szentendre
- Janus Pannonius Múzeum, Pécs
- Magyar Nemzeti Galéria, Budapest
- Miskolci Képtár, Miskolc
- Munkácsy Mihály Múzeum, Békéscsaba

## Kitüntetései
- Munkácsy Mihály-díj II. fokozat (1959)
- Munka Érdemrend arany fokozat (1969)
- Munkácsy-emlékérem (1970)